# Wella

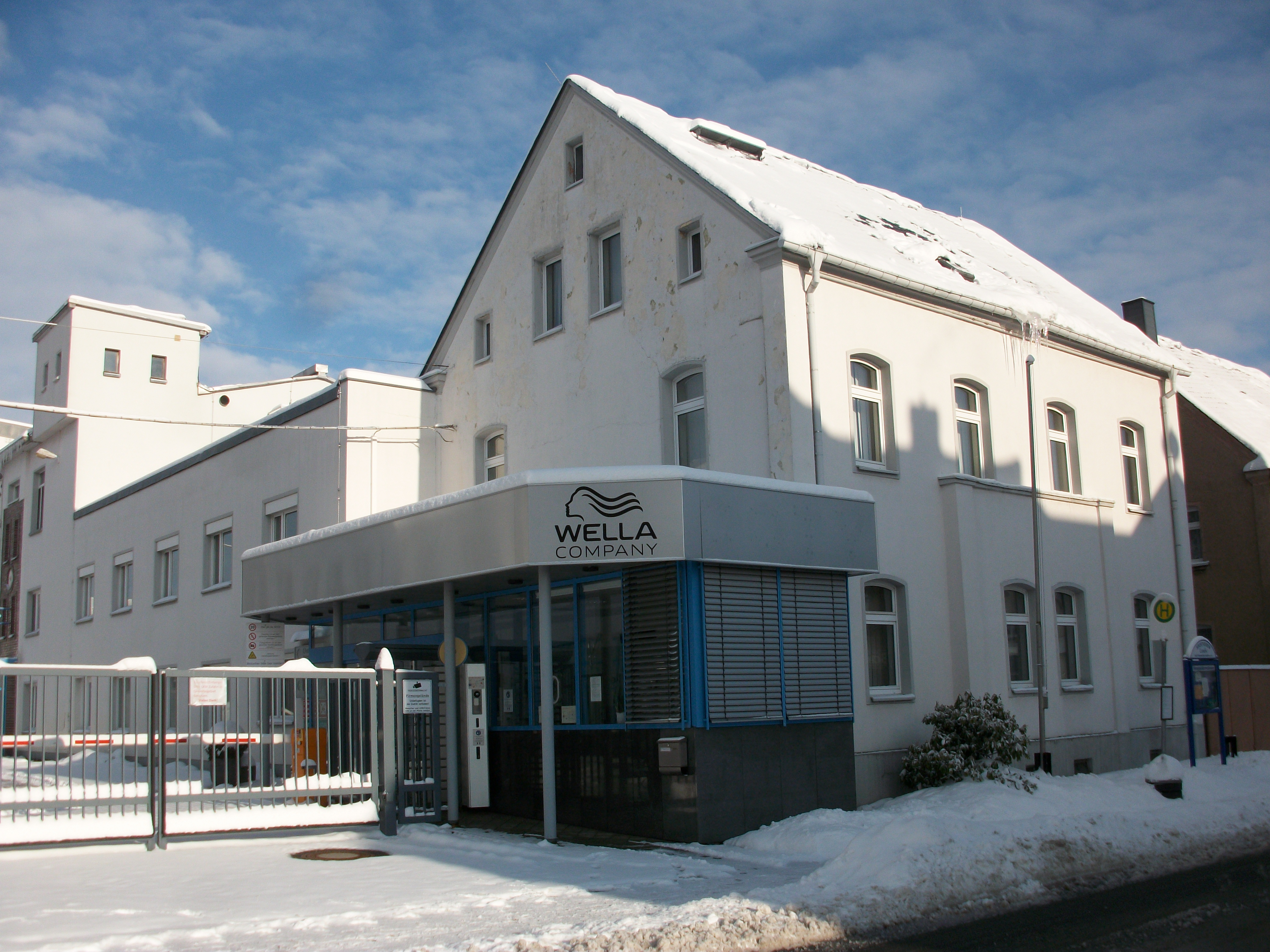
Wella-Fabrik Rothenkirchen (Steinberg), ursprünglicher Stammsitz

Historisches Logo mit anderem Schriftbild

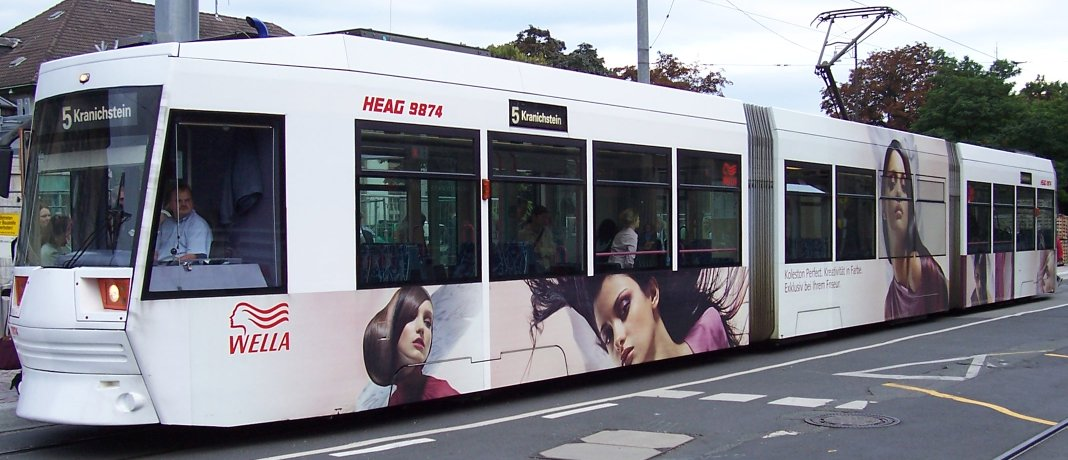
Straßenbahn in Darmstadt mit Wella-Ganzreklame

Wella mit Sitz in Darmstadt ist ein deutsches Kosmetikunternehmen. Unter dem Markennamen Wella werden weltweit Haarpflegeprodukte und Friseurbedarf vertrieben. Wella ist bekannt für sein Markenzeichen, das einen stilisierten, langhaarigen Frauenkopf im Profil zeigt, dessen Haare vom Wind, etwa eines Haartrockners, verweht werden. Seit Mai 2020 ist Wella mehrheitlich im Besitz des Finanzinvestors KKR; Minderheitsaktionär ist der amerikanische Parfüm- und Kosmetikkonzern Coty.

## Geschichte
Die Anfänge von Wella gehen auf einen 1880 von dem damals 26-jährigen Friseur Franz Ströher gegründeten Betrieb in Rothenkirchen im sächsischen Vogtland zurück.
Der erste Verkaufserfolg des Unternehmens war ein 1900 erfundener, wasserdichter Haartüll. 1904 eröffnete Franz Ströher seine erste Fabrik. Die Marke „Wella“ ließen sich die Söhne von Ströher, der Kaufmann Karl Ströher und der Friseur Georg Ströher, 1925 für ihre Dauerwellapparate und dazugehörige Kosmetikartikel schützen. 1930 wurde die Franz Ströher AG in Rothenkirchen gegründet, deren Sitz 1937 in das neue Werk nach Apolda verlegt wurde. Während in Apolda die Gerätefertigung erfolgte, verblieb in Rothenkirchen die Haarpflegemittelproduktion. Ab 1939 wurden in den Fabriken Rüstungsgüter wie Peitschenantennen hergestellt. Dabei wurden auch Zwangsarbeiter eingesetzt. 1945 folgte die Enteignung bzw. Demontage in Apolda.
Der Unternehmenssitz wurde zunächst ins osthessische Hünfeld und schließlich ins südhessische Darmstadt verlegt. Das Rothenkirchener Stammwerk produzierte als „VEB Wella“, der Teil der VVB Sapotex war, weiter für den DDR-Markt. Ab 1956 nannte sich der Volkseigene Betrieb „VEB Londa“, der das Wella-Markenzeichen aber bis 1959 weiter verwendete.
Als Wella Aktiengesellschaft firmiert das Unternehmen ab 1950 in Westdeutschland. Ab 1983 wurden die Vorzugsaktien der Wella AG an der Börse gehandelt. 1987 erwarb das Unternehmen Parfum Rochas. Nach der Wiedervereinigung wurde 1990 der alte Stammsitz von Wella übernommen. Dort wird heute die Marke „Londa“ hergestellt. 1994 folgte der Kauf der Kölner Muelhens KG mit der Marke „4711“. Nach der politischen Wende 1990 übernahm die Firma Wella ihren alten Stammsitz im sächsischen Rothenkirchen wieder.
Wella wurde 2003 für rund 6,6 Milliarden Euro zu 79,2 % von dem Konsumgüterkonzern Procter & Gamble übernommen. Im September 2005 hielt Procter & Gamble 95 % der Wella-Aktien. Von einem Teil ihres Verkaufserlöses errichtete die Erbin und Urenkelin des Gründers, Claudia Ebert, ein Luxushotel auf Sylt; mit ihrer Stiftung unterstützt sie die Darmstädter Kinderkliniken Prinzessin-Margaret. Ebenso verkaufte die Erbin Sylvia Ströher ihre Anteile an Procter & Gamble. Die beiden anderen Familienzweige sind Gisa Sander und Pohl.
Wella betrieb in der ehemaligen Unternehmenszentrale in Darmstadt ein eigenes Museum. Im November 2010 gab Procter & Gamble bekannt, das Werk in Darmstadt bis Ende 2014 zu schließen. Die 1000 Mitarbeiter sollen auf die Standorte Schwalbach und Kronberg verteilt werden. Der Forschungsstandort Deutschland sollte weiter bestehen bleiben.
Procter & Gamble verkaufte Wella 2015 an den US-amerikanischen Kosmetikkonzern Coty. Danach wurde der Sitz des Geschäftsbereiches Wella mit 1000 Mitarbeitern wieder auf das alte Gelände nach Darmstadt zurückverlegt.
Im Mai 2020 verkaufte Coty einen Anteil von 60 % an Wella und andere Marken im Bereich professionelle Kosmetik- und Haarprodukte an den Finanzinvestor KKR; dies geschehe in einer strategischen Partnerschaft, bei der Coty weiterhin als Minderheitsaktionär in diesen Aktivitäten verbleibe und KKR zudem Aktien an Coty erwerben werde.